# Émilie Muller

Émilie Muller est un court-métrage français réalisé par Yvon Marciano, sorti en 1994. Troisième court métrage du réalisateur, il a été tourné en 1993 aux Studios de Boulogne.
Le film raconte le bout d'essai d'une jeune comédienne, Émilie Muller.

## Synopsis
Le réalisateur du film commence par lui poser des questions sur son parcours ; Emilie ne vient pas du milieu du cinéma, elle n'a aucune formation d'actrice, elle s'est retrouvée à passer le casting par un concours de circonstances, elle semble en décalage avec le plateau de production. Pour son bout d'essai, le réalisateur lui demande de vider son sac devant lui et de raconter l'histoire des objets qui s'y trouvent. Emilie Muller récupère son sac et s'exécute, racontant des anecdotes touchantes et des histoires plus profondes sur sa vie et la vision qu'elle en a. Il se dégage d'elle beaucoup de tendresse et de poésie, à travers sa timidité fragile et son accent hongrois. La séquence se termine, Emilie sort de la pièce. Le réalisateur s'aperçoit quelques instants plus tard qu'elle a oublié son sac ; on découvre alors qu'il s'agit du sac de l'une des membres de l'équipe de production. Le réalisateur se lève brusquement et quitte la pièce en courant pour rattraper l'actrice.

## Fiche technique
Sauf indication contraire, les informations mentionnées dans cette section peuvent être confirmées par les bases de données cinématographiques IMDb et Allociné,  présentes dans la section « Liens externes ».
- Réalisation et scénario : Yvon Marciano
- Musique : Khalil Chahine
- Photographie : Pierre Befve
- Montage : Marianne Rigaud
- Son : Xavier Griette assisté de J.P. Schneider
- Mixage : Gérard Lamps
- Société de production : Gravida Films
- Pays de production :  France
- Langue originale : français
- Format : noir et blanc - 1,66:1 - 35 mm
- Durée : 19 min 55 s

## Distribution
Sauf indication contraire, les informations mentionnées dans cette section peuvent être confirmées par les bases de données cinématographiques IMDb et Allociné,  présentes dans la section « Liens externes ».
- Veronika Varga : Émilie Muller
- Yvon Marciano : le réalisateur
- Olivier Ramon : l'assistant
- Marie David : Alice
- Lise Beraha : l'opératrice

## Distinctions
Émilie Muller a obtenu :
- Le Grand Prix du meilleur film du British Short Film Festival de Londres 1994
- Le Second Prix du public au Festival d'Istanbul 1995
- Le Prix Novais-Teixeira 1993 du meilleur film de court métrage de l’année attribué par le Syndicat français de la critique de cinéma
- Nomination au César du court métrage 1995.
- Le Grand Prix du jury au Festival méditerranéen de Bastia 1993
- Le Grand Prix du film court européen de Brest 1993
- Le Grand Prix et le Prix du public film de court métrage du Festival de Belfort 1993
- Le Prix du public et le Prix des lycées du Festival de Villeurbanne 1993
- Le Prix de la presse et le Prix « Émilie Muller » (mention spéciale du jury) au Festival de Clermont-Ferrand 1994
- Le Prix Henri Alekan au Festival acteurs/acteurs de Tours 1994
- Le Grand Prix du court-métrage aux Rencontres cinématographiques de Prades 1994
- Le Premier Prix du Festival « Séquences » à Toulouse 1994
- Le Grand Prix du Festival de Vence 1994
- La palme du Festival du film court d'Aigues-Vives 2012 à l'applaudimètre[pas clair]